# Anthemus funicularis
Anthemus funicularis is een vliesvleugelig insect uit de familie Encyrtidae. De wetenschappelijke naam is voor het eerst geldig gepubliceerd in 1939 door Bakkendorf.